# Hemipolygona mcmurrayi
Hemipolygona mcmurrayi is een slakkensoort uit de familie van de Fasciolariidae. De wetenschappelijke naam van de soort is voor het eerst geldig gepubliceerd in 1941 door Clench & Aguayo.